# Fortunato Pablo Urcey

Wappen von Fortunato Pablo Urcey

Fortunato Pablo Urcey OAR (* 13. März 1947 in Estollo) ist ein spanischer römisch-katholischer Ordensgeistlicher und emeritierter Prälat von Chota in Peru.

## Leben
Fortunato Pablo Urcey trat der Ordensgemeinschaft der Augustiner-Rekollekten 1964 bei, legte die Profess am 19. Juli 1968 ab und empfing am 5. Juli 1971 die Priesterweihe.
Papst Benedikt XVI. ernannte ihn am 15. Oktober 2005 zum Prälaten von Chota. Der Bischof von Chachapoyas, Emiliano Antonio Cisneros Martínez OAR, spendete ihm am 12. Dezember desselben Jahres die Bischofsweihe; Mitkonsekratoren waren Erzbischof Rino Passigato, Apostolischer Nuntius in Peru, und José Carmelo Martínez Lázaro OAR, Bischof von Cajamarca. Als Wahlspruch wählte er Percussisti cor meum verbo tuo, et amavi te.
Am 9. März 2018 wurde er zum Präsidenten der Caritas Peru (Cáritas del Perú) gewählt. Am 4. Juni 2019 ernannte Papst Franziskus Bischof Urcey zum Apostolischen Administrator sede plena des Bistums Cajamarca. Am 21. Juli 2019 wurde er von Nuntius Nicolas Girasoli in sein Amt als Apostolischer Administrator des Bistums Cajamarca eingeführt. Die Verwaltung des Bistums Cajamarca endete am 7. Dezember 2021 mit der Amtseinführung des neuen Bischofs Isaac Circuncisión Martínez Chuquizana MSA.
Am 2. Juli 2022 nahm Papst Franziskus seinen altersbedingten Rücktritt an.